# Razón y Fe (revista)

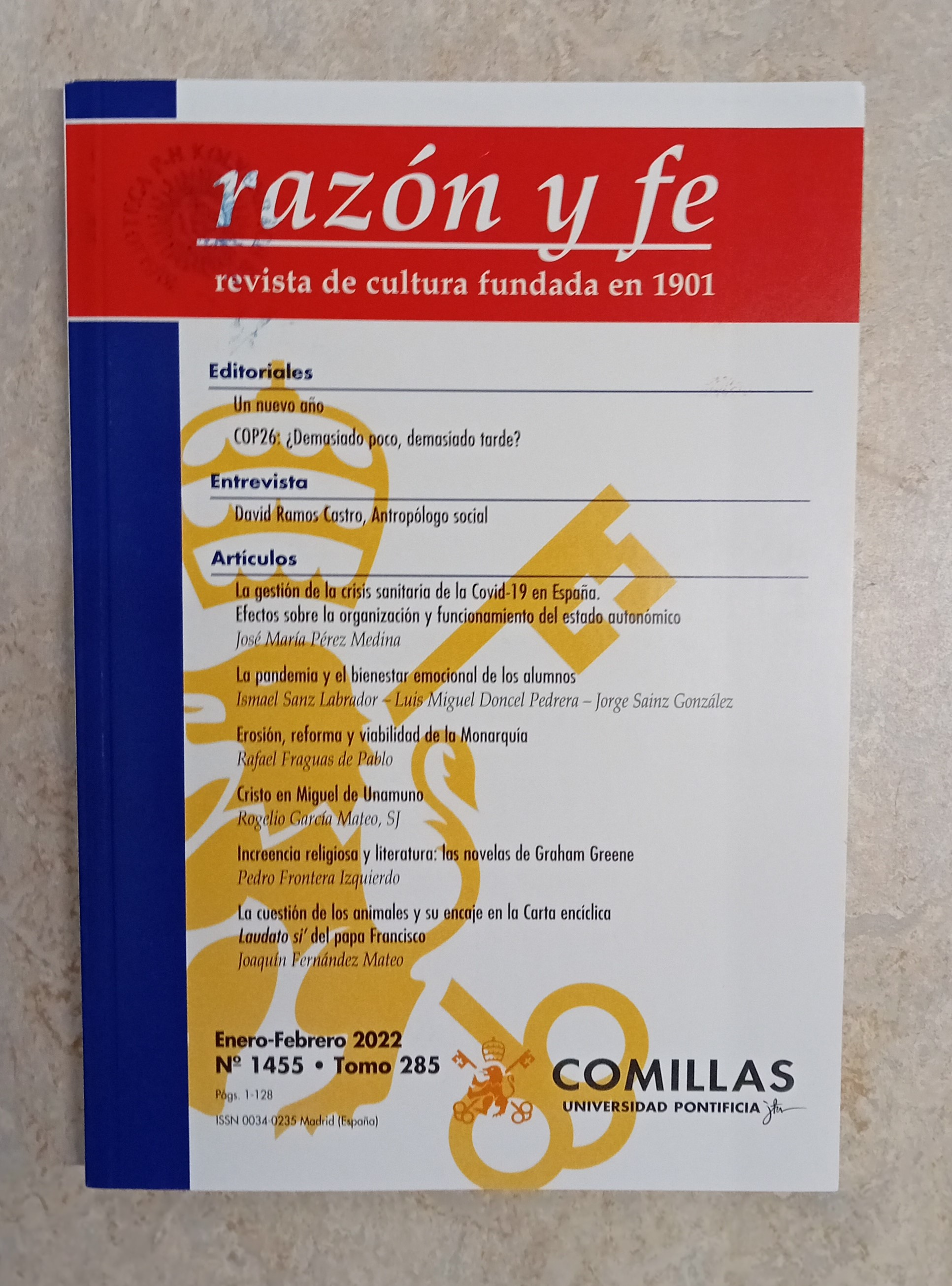
Libro Razón y Fe.

Razón y Fe es una revista cultural de la Compañía de Jesús. Fue fundada en 1901, de modo que es la revista de cultura más antigua de España.[cita requerida] Se ha publicado ininterrumpidamente desde entonces, incluyendo los periodos de la expulsión de la Compañía de Jesús y de la guerra civil española. Desde su fundación ha tratado de concordar los dos elementos que componen su título, facilitando el diálogo entre la fe cristiana y las diferentes formas en las que se manifiesta la cultura. Publica diez números al año. Con una estructura sencilla, editoriales, artículos y comentarios de libros, toca todo tipo de temas situándose en un nivel de alta divulgación. Su actual director es el P. Jaime Tatay, SJ.
Otras revistas culturales que la Compañía de Jesús publica en Europa son:
- Étvdes, en Francia.
- La Civiltà Cattolica, en Italia.
- Stimmen der Zeit, en Alemania.
- Estudios Eclesiásticos, en España